# Jama (buddhismus)
Jama (někdy nazýván také jako král pekla, král Jen, nebo také Jen-luo) je bohem ve východní Asii a buddhistické mytologii, který soudí mrtvé a předsedá Narake (pekelné říši, podsvětí) a cyklu posmrtného života Samsáry.
Ačkoli je postava buddhistického boha Jamy převzata z hinduismu, o buddhistickém Jamovi se rozšířily různé mýty a má také rozsáhlejší funkce nežli hinduistický Jama. Postava buddhistického Jamy je také daleko rozšířenější a je známá ve většině zemí praktikujících buddhismus, jako jsou Čína, Jižní Korea, Japonsko, Čínská republika na Tchaj-wanu, Vietnam, Bhútán, Mongolsko, Thajsko, Srí Lanka, Kambodža, Myanmar a Laos.

## Jama v Théravádovém buddhismu
V Pálijském kánonu Buddha říká, že člověk, který se špatně choval ke svým rodičům, svatým či starším osobám, je po své smrti přiveden k Jamovi. Jama se poté ptá člověka, zda si uvědomuje své špatné chování. Člověk opakovaně odpovídá, že nezohlednil dopady svého jednání na svou karmu. V důsledku svých trestuhodných činů ho Jama posílá do brutálního pekla na tak dlouho, dokud člověk nedosáhne uvědomění si svého špatného chování.
Učenec Buddhaghóša ve svém komentáři k Madžidžhima-nikája popisuje Jamu jako smíšenou bytost, která si užívá nebeského pohodlí, zatímco v pekle trestá prohřešky vůči karmě. Buddhaghóša popisuje Jamovu vládu za přísnou, ale spravedlivou.
Současné země Théravádu popisují Jamu jako bytost, která na lidi sesílá stáří, nemoci, tresty a další pohromy jako varování před špatným chováním. Po smrti jsou všichni lidé předvoláni před Jamu, který posuzuje skutky, které uskutečnili za svého života. Po rozsudku jsou posláni k reinkarnaci, ať už zpět na zem nebo do jednoho z nebes nebo pekel. Někdy se o Jamovi mluví jako o více bytostech, z nichž každá reprezentuje jiný druh pekla.

## Jama v čínské, korejské, vietnamské a japonské mytologii
V čínské mytologii Král Jen (zjednodušená čínšina: 阎王; tradiční čínština: 閻王; pchin-jin: Yánwáng), také známý jako Jen-luo (zjednodušená čínština: 阎罗王; tradiční čínština 閻羅王; pchin-jin: Yánluówáng), je bohem smrti, vládce ti-jü (říše mrtvých nebo pekel) a dohlíží na deset králů pekla. Ve starověku i moderní době je Jen vyobrazován jako velký muž s mračící se červenou tváří, vypoulenýma očima a dlouhým vousem. Je oblečen v tradičním rouše a na hlavě nosí čepici soudce nebo korunu, na které je vyobrazen znak „král“ (王). Obvykle je vyobrazován na čínských „pekelných penězích“ (bankovky podobající se těm běžným, které se spalují pro zemřelé během festivalu duchů, aby řešily jejich možné finanční problémy v posmrtném životě) na místě, kde jsou obvykle vyobrazovány osobnosti na běžné měně.
Jen není pouze vládcem, ale také soudcem podsvětí, který vynáší rozsudek nad všemi mrtvými. Vždy se objevuje v mužské podobě a mezi jeho přisluhovače patří soudce, který v rukou drží štětec a knihu, která obsahuje informace o každé duši s přiděleným datem smrti. Nové mrtvé před Jena přivádějí dva strážci podsvětí, kteří jsou v čínské mytologii zobrazovány jako bytosti s mužským tělem a hlavou buvola a koně. Lidé, kteří vedli spořádaná život jsou za své zásluhy odměněni blahobytným životem mezi nebem a zemí nebo reinkarnováni. Naopak lidé, kteří se za svého života dopustili hříchů jsou odsouzeni k mučivému životu v pekle. Žádný z rozsudků, který Jen vynesl, není trvalým a všechny duše jsou po čase v nových tělech poslány zpět na zem do světa živých, a celý proces se opakuje.
Tato mytologie se následně rozšířila také do Koreje, Japonska a Vietnamu. V Japonsku je postava Jena známa jako Enma (閻 魔 , předchozí. „Yenma“), král Enma (閻 魔王 , Enma-ō) a Velký král Enma ( 閻 魔 大王 , Enma Dai-Ō). V Koreji je Jen znám jako Yeom-ra (염라) a Velký král Yeom-ra (염라 대왕 , Yŏm-ra Daewang). Ve Vietnamu je znám jako Diêm La nebo Diêm Vương a jsou uctíváni jako rada všech deseti králů podsvětí.

## Jama v tibetském buddhismu
V tibetském buddhismu je Jama přezdíván Shinje a je považován za hlavní hybnou sílu samsáry a je uctíván jako strážce duchovního světa. V Bhavačakře jsou všechny sféry života v čelistech nebo v náruči monstrózního Shinje.